# Джек Сміт
Джон Луман «Джек» Сміт (англ. Jack Smith, нар. 5 червня 1969) — американський юрист, який обіймав посаду спеціального прокурора в Міністерстві юстиції США з 18 листопада 2022 року до 10 січня 2025 року. Раніше він працював помічником прокурора США, виконувачем обов'язків прокурора США та головою відділу громадської доброчесності Департаменту юстиції. Він також був головним прокурором у Спеціальних судових палатах Косова — міжнародному трибуналі в Гаазі, що розслідує воєнні злочини під час війни в Косові.
У листопаді 2022 року генеральний прокурор Меррік Гарланд призначив Сміта незалежним спеціальним прокурором для нагляду за двома кримінальними розслідуваннями щодо колишнього президента Дональда Трампа: одне стосувалося ролі Трампа в штурмі Капітолія 6 січня, а інше — ймовірного неналежного поводження з урядовими документами.
Розслідування щодо документів призвело до висунення обвинувачення Трампу за 37 пунктами у червні 2023 року, до яких згодом додали ще три пункти. У серпні 2023 року розслідування подій 6 січня призвело до висунення обвинувачення за чотирма пунктами.
Справу про таємні документи було закрито суддею Ейлін Кеннон у липні 2024 року на підставі незаконного призначення Сміта спеціальним прокурором. Справа про підрив виборів була закрита суддею Таня Чуткан у листопаді 2024 року.

## Раннє життя
Сміт народився 5 червня 1969 року і виріс у Клеї, передмісті Сірак'юс. Він закінчив Державний університет Нью-Йорка в Онеонті у 1991 році та Юридичну школу Гарвардського університету у 1994 році.

## Кар'єра
Після закінчення юридичної школи Сміт працював помічником окружного прокурора на Манхеттені, а з 1999 року — помічником прокурора США по Східному округу Нью-Йорка. З 2008 по 2010 рік він був координатором розслідувань в Офісі прокурора Міжнародного кримінального суду в Гаазі. У 2010 році повернувся до США, щоб очолити відділ громадської доброчесності Міністерства юстиції.
У 2015 році Сміт став помічником прокурора США по Середньому округу Теннессі, а в березні 2017 року — виконувачем обов'язків прокурора США. У 2018 році його було призначено головним прокурором Спеціальних судових палат Косова, де він розслідував воєнні злочини.

## Особисте життя
Сміт — завзятий триатлоніст, він завершив понад 100 триатлонів та щонайменше дев'ять змагань Ironman. У 2011 році він одружився з Кеті Шевіньї, режисеркою документальних фільмів. У них є донька.